# Boeing KC-135 Stratotanker
Le Boeing KC-135 Stratotanker, initialement connu chez l'avionneur comme le Model 707, est un avion ravitailleur quadriréacteur développé dans les années 1950 à partir du démonstrateur Dash 80. Conçu pour remplacer les KC-97 à moteurs à pistons, le KC-135 est le premier ravitailleur à réaction utilisé par l'United States Air Force (USAF). Entré en service en 1957 avec le 93rd Air Refueling Squadron de la 93rd Bombardment Wing, le Stratotanker est principalement utilisé pour ravitailler les bombardiers stratégiques B-47 et B-52 ; toutefois, il est largement utilisé pendant la guerre du Viêt Nam et la guerre du Golfe.
Le KC-135 est développé parallèlement à l'avion de ligne Boeing 707 dont il partage l'apparence générale ; de nombreuses différences font que l'avionneur doit utiliser deux chaînes d'assemblage distinctes pour les deux avions. Une version de transport, le C-135 Stratolifter, est dérivée du KC-135, et d'autres versions vont suivre : le RC-135 de reconnaissance, l'OC-135 d'observation, le WC-135 de reconnaissance météorologique, le poste de commandement et de contrôle EC-135. Plusieurs appareils sont utilisés exclusivement pour des essais et portent la dénomination NKC-135 ou NC-135.
Le KC-135 et ses dérivés sont produits à plus de 800 exemplaires toutes versions confondues dont 732 pour le seul KC-135. En plus de l'USAF, les KC-135 ont été utilisés par l'Armée de l'air française qui avait acheté douze exemplaires dans les années 1960. Avec le retrait de nombreux appareils à partir des années 1980, des avions d'occasion sont achetés par plusieurs États et utilisés par leurs forces aériennes respectives. En 2018, le KC-135 et plusieurs de ses dérivés sont toujours en service dans l'USAF.

## Origines
Les premiers ravitailleurs en vol étaient des avions à hélices. Après la Seconde Guerre mondiale, l'USAF utilisait par exemple des B-29 Superfortress modifiés puis des Boeing KC-97 Stratofreighter à partir de 1950. Ceci commença à poser des problèmes après l'apparition des premiers chasseurs et les bombardiers à réaction, car ces avions plus rapides devaient réduire leur altitude et leur vitesse lors du ravitaillement, ce qui retardait leur plan de vol. De plus, ces appareils ravitailleurs mettaient longtemps à arriver au point de rendez-vous et étaient plus que faciles à intercepter pour des chasseurs ennemis.
La firme Boeing comprit au début des années 1950 qu'une « citerne volante » à réaction était nécessaire. Elle décida de développer un prototype Dash 80, qui vola en 1954 et devait donner naissance d'une part à un ravitailleur en vol possédant aussi des capacités d'avion-cargo (le C/KC-135) et d'autre part à un avion de ligne civil (le 707). Ce prototype vola le 31 août 1956. Ce projet, financé en interne et développé d'abord dans le secret, était une prise de risque énorme pour Boeing, qui aurait probablement périclité en cas d'échec.
L'avion innovait en plusieurs points, par exemple il était le premier à disposer de réacteurs montés en nacelle sous les ailes, une disposition reprise sur la plupart des avions de ligne depuis. De façon générale, la silhouette de l'avion semble aujourd'hui manquer terriblement d'originalité, mais la raison en est que tous les constructeurs s'en sont inspirés. Le fuselage de l'appareil n'était pas exactement cylindrique, mais légèrement bilobé. L'avion avait largement bénéficié de l'expérience acquise par Boeing en concevant le B-52, il employait le même réacteur (mais seulement quatre au lieu de huit).
Les C-135 ne sont pas identiques aux 707 : en effet, ce dernier a reçu, dans la version de série, un fuselage d'un diamètre supérieur (10 centimètres de plus) et allongé de 5 mètres pour améliorer la capacité et le confort à bord (décision inspirée par la concurrence du DC-8), tandis que la version militaire a gardé le fuselage du prototype. De plus, le C-135 n'a pas de hublots le long de sa cabine. Contrairement à l'idée répandue, ce sont donc deux avions bien différents, même s'ils partagent nombre d'éléments.
Il y a des différences de masse entre le modèle A qui pesait 104 000 livres à vide, tandis que le modèle E pèse lui 115 000 livres à vide. Mais la masse maximale au décollage n'a pas été augmentée pour le modèle E. Par conséquent, le modèle A pouvait décoller au maximum avec 200 000 livres de carburant, tandis que le modèle E ne pouvait décoller qu'avec 190 000 livres de carburant.
Le KC-135 dispose de 15 cellules-réservoir nécessitant une quinzaine d'heures en moyenne pour le remplacement de l'une d'elles. Le débit du transfert de carburant entre l'avion ravitailleur et l'appareil ravitaillé varie de 700 à 1 000 litres par minute selon le type de celui-ci.
La même année, l'USAF commanda les premiers KC-135 (désignation militaire, la désignation constructeur Boeing Model 707 étant vite tombée en désuétude et a, curieusement, été réutilisée depuis pour le Boeing 707). Un total de 732 unités lui furent livrées entre 1957 (182 dès 1958) et 1965.
À ceux-là s'ajoutent quelques dizaines de C-135 sans capacité de ravitaillement, les variantes de guerre électronique, et un contrat à l'exportation.

## En service
La plupart des KC-135 dont la totalité a été livrée en 1957 et 1965 ont en réalité assez peu volé : en service dans le Strategic Air Command, ils ont passé des années à attendre, en cas d'alerte, à effectuer leur mission de ravitailler les B-52 qui auraient attaqué l'Union soviétique. Mais les différents dérivés du KC-135 ont servi dans tous les conflits auxquels les États-Unis ont participé depuis les années 1950, de la guerre du Viêt Nam aux conflits les plus récents. Ils se sont fait une très bonne réputation de fiabilité.
Nombre de dérivés furent construits, au point que seuls les plus importants seront cités ici : faciles à modifier, disponibles en grand nombre et offrant une capacité importante, les cellules de cette famille devinrent le « couteau suisse » de l'USAF. Par exemple, 56 KC-135A devinrent des KC-135Q, spécialement équipés pour ravitailler le SR-71. D'autres versions servirent d'appareils de commandement au-dessus du théâtre des opérations. Nombre de modifications très spécialisées, dont certaines sont encore secrètes, virent le jour, souvent en un seul exemplaire. Certains appareils furent ramenés à leur configuration précédente une fois le besoin disparu. Parmi leurs applications, citons la poursuite radar d'engins spatiaux (y compris pour le programme Apollo), le transport de personnalités, les mesures dans l'atmosphère pendant des essais nucléaires, les vols Zéro-g et d'innombrables bancs d'essais pour des équipements ou des techniques.

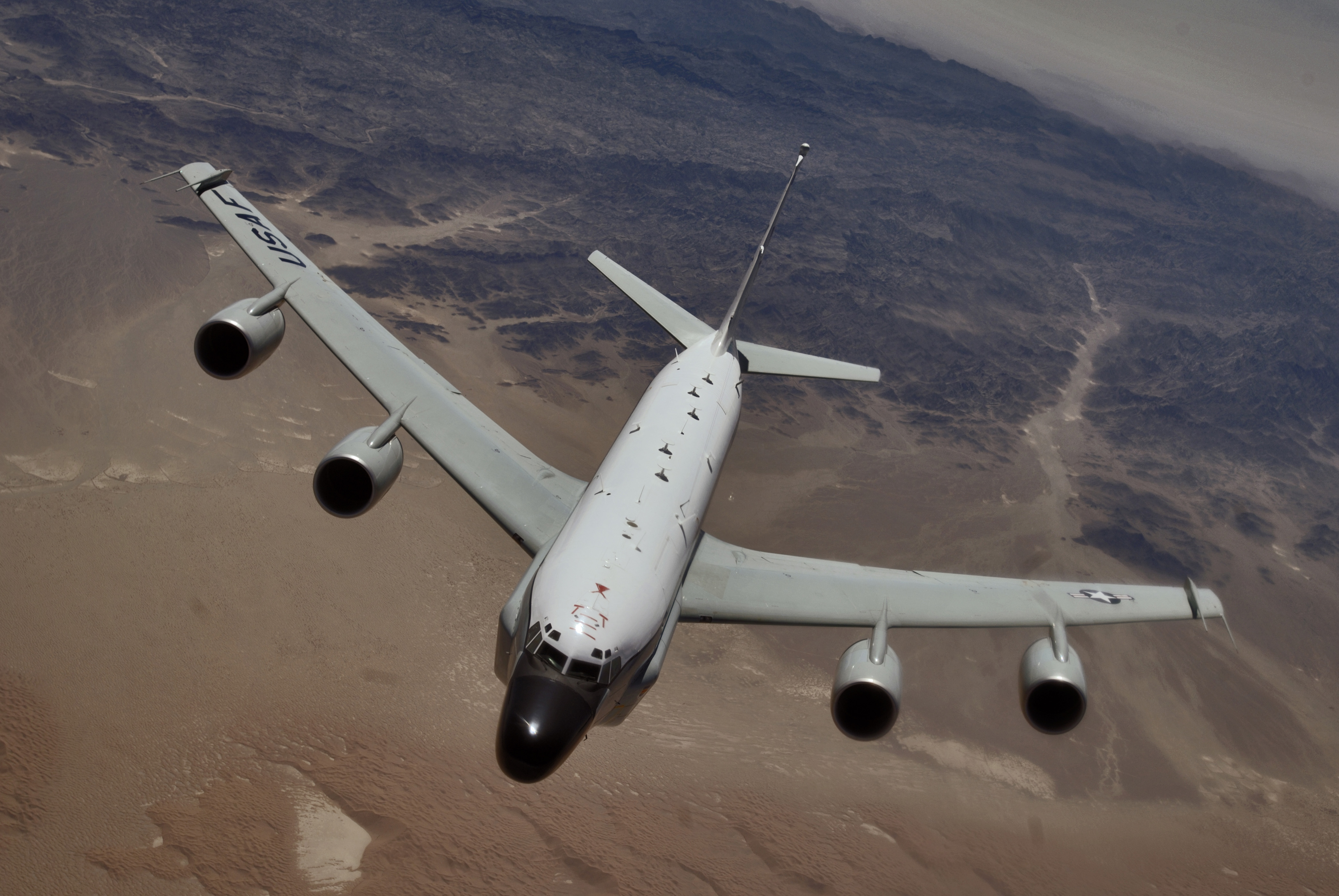
Un RC-135 de reconnaissance aux couleurs de l'USAF.

Dans les années 1990, une vingtaine d'appareils (des KC-135R et des C-135) ont été transformés en RC-135 Rivet Joint de reconnaissance électromagnétique (détection de radars hostiles, interceptions de communications). Ces appareils, répartis en cinq versions, sont aisément reconnaissables au nez allongé et aux carénages latéraux qui abritent leurs nombreuses antennes.
Ironiquement, le tout premier avion de cette prolixe famille, le C-135 Stratolifter, fit une carrière courte, vite remplacé, dans le rôle d'avion cargo stratégique, par le Lockheed C-141 Starlifter. Les cellules ont cependant été converties à d'autres usages. Sa cabine trop exigüe n'en faisait pas un bon avion cargo. Les KC-135 le sont encore moins, puisque l'équipement de ravitaillement l'encombre partiellement, ils sont très peu utilisés dans ce rôle.
Un certain nombre de pays ont acheté des 707 civils et les ont convertis en ravitailleurs, obtenant un appareil proche du KC-135E : c'est le cas du Brésil, de l'Afrique du Sud, d'Israël et du Venezuela. Ces avions ont un fuselage « civil » et ne sont donc pas des KC-135. Les États-Unis eux-mêmes ont utilisé des cellules de 707 (avec le fuselage plus grand) pour des applications où le C-135 manquait un peu de place.
Singapour et la Turquie, eux, ont acheté des KC-135R d'occasion à l'USAF.

## Version française

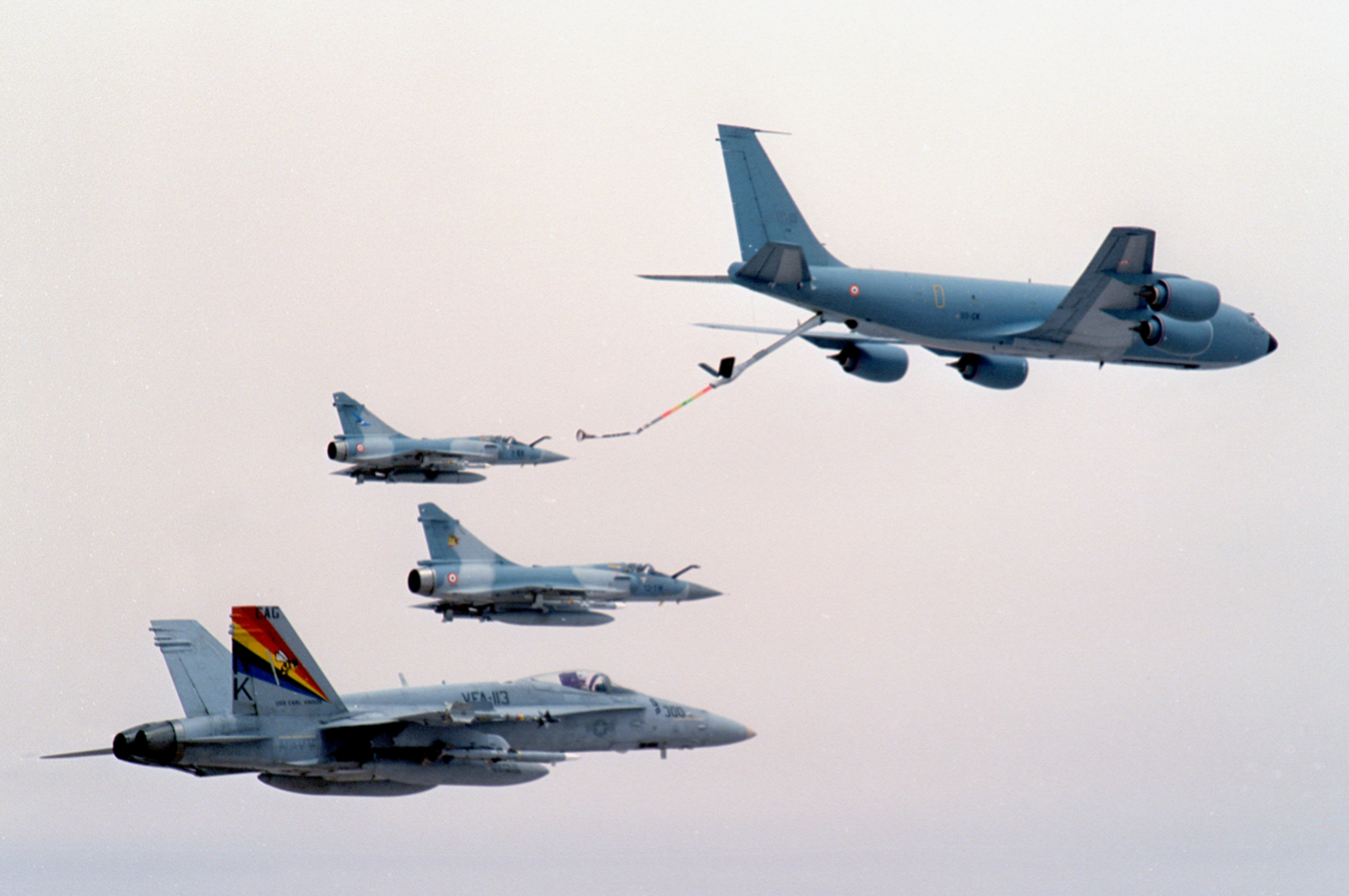
Un C-135FR ravitaillant 2 Mirage 2000 français et un F/A-18 américain durant l'opération Southern Watch (23 avril 1994).

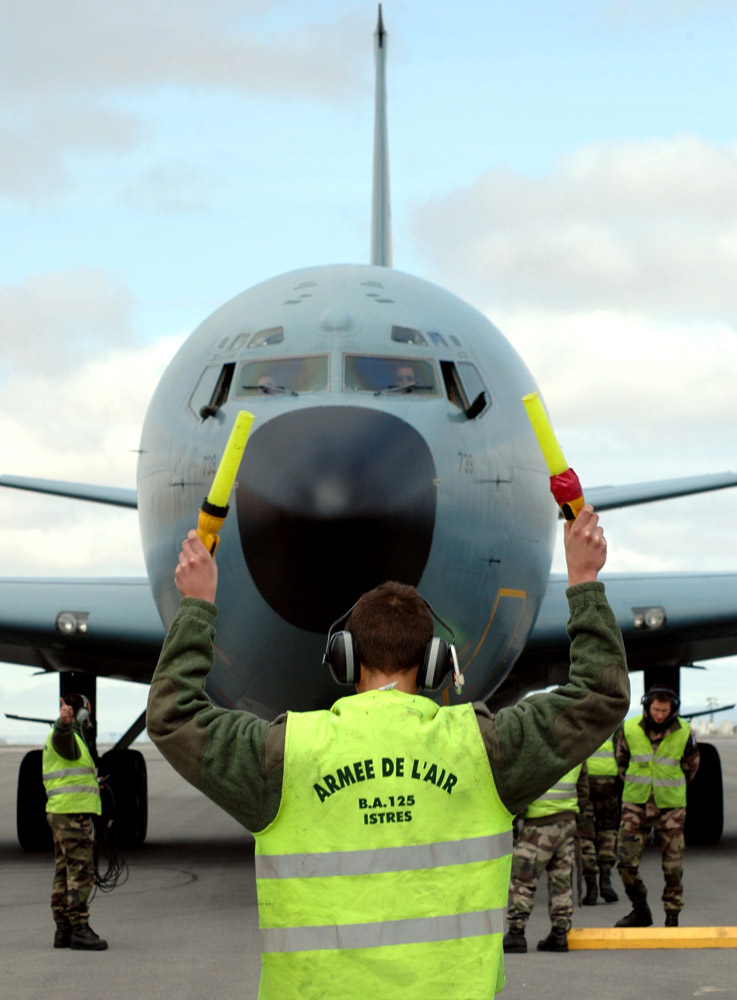
Un C-135FR de l'ERV 00/093 « Bretagne » sur la base aérienne de Manas au Kirghizistan (29 mai 2007).

La France a acheté 12 C-135F (F pour France) lors de la création de la composante de sa force aérienne stratégique (FAS), voulue par le général de Gaulle. Les douze exemplaires arrivent sur la base aérienne 125 Istres-Le Tubé entre le 5 février et le 28 septembre 1964. Ils assurent dès octobre 1964 la toute première permanence nucléaire en soutien des bombardiers Mirage IVA.
Ces appareils, derniers de la série de Boeing, furent conçus suivant des configurations spécifiques à la demande française :
- transport de 102 passagers ;
- cargo avec plancher renforcé pour emport de fret ;
- configuration sanitaire pour 40 blessés ;
- double système de pressurisation et de conditionnement d'air.

Ils emploient un système de ravitaillement souple qui utilise un « panier » (drogue) au bout d'un tuyau souple (hose) fixé en extrémité du télescope (système BDA=Boom and Drogue Adaptator), au lieu d'un injecteur (nozzle) utilisé pour le ravitaillement en vol des avions de l'USAF dits « rigides ».
Un avion s'écrasa dans le Pacifique au décollage de l'atoll d'Hao le 30 juin 1972 (C-135F no 473) au cours d'une mission météorologique lors d'une campagne des essais nucléaires français, entrainant la mort des six membres d'équipage.
En 1986, une partie des KC-135 fut remotorisée avec des moteurs franco-américains CFM56-2B et rebaptisés KC-135R (reengine). La France décida de s'associer à ce projet et remotorisa ses 11 C-135F dénommés C-135FR. Ils sont mis en œuvre en 2009 par le Groupe de ravitaillement en vol 02.091 Bretagne.
Depuis l'achat d'avions AWACS Boeing E-3 Sentry par la France, ses 11 C-135FR équipés d'une nacelle en bout de chaque aile, modification réalisée en 1995, appelée MPRS (Multi Point Refueling System pour les États-Unis) et ses 3 KC-135R (non modifiés MPRS), achetés à l'USAF en 1997, sont aptes au ravitaillement rigide sur la perche en point central « Boom » après un échange du système « Probe and Drogue » et l'adaptation du « Nozzle ». Cette opération technique réalisable en une heure et demie environ, offre aux C-135FR une grande souplesse et diversité d’utilisations.
La loi de programmation militaire (2009-2014) prévoyait le remplacement des C-135FR (version française des ravitailleurs KC-135) par 12 nouveaux appareils A330 MRTT mais il fut reporté à la Loi de Programmation Militaire suivante (2014-2019). En 2018, il est prévu 15 MRTT en remplacement des KC-135.
Les C-135FR ont été progressivement retirés du service du 7 octobre 2020 au 15 décembre 2023,. Après 59 années de service, ils ne sont plus utilisés au sein de l'armée de l'Air française.
Le 11 juillet 2024 l’entreprise américaine Metrea annonce qu’elle venait de finaliser la reprise de ces appareils auprès du ministère des Armées. Le montant de la transaction n’a pas été précisé.
Les onze premiers C-135FR ont été transférés à Metrea le 16 juin 2024. Quant aux trois KC-135RG, ils lui seront remis à une date ultérieure qui reste à déterminer.
La dernière mission opérationnelle à lieu le 10 décembre 2024 au profit de l'opération Chammal.
Après plus de 60 années de mission, les trois derniers KC-135 sont retirés du service actif en France le 30 juin 2025, à l’occasion d’une cérémonie sur la base aérienne 125 d’Istres. Ils sont remplacés au sein de l’armée de l’air et de l’espace par l’A330 MRTT Phénix

## Améliorations

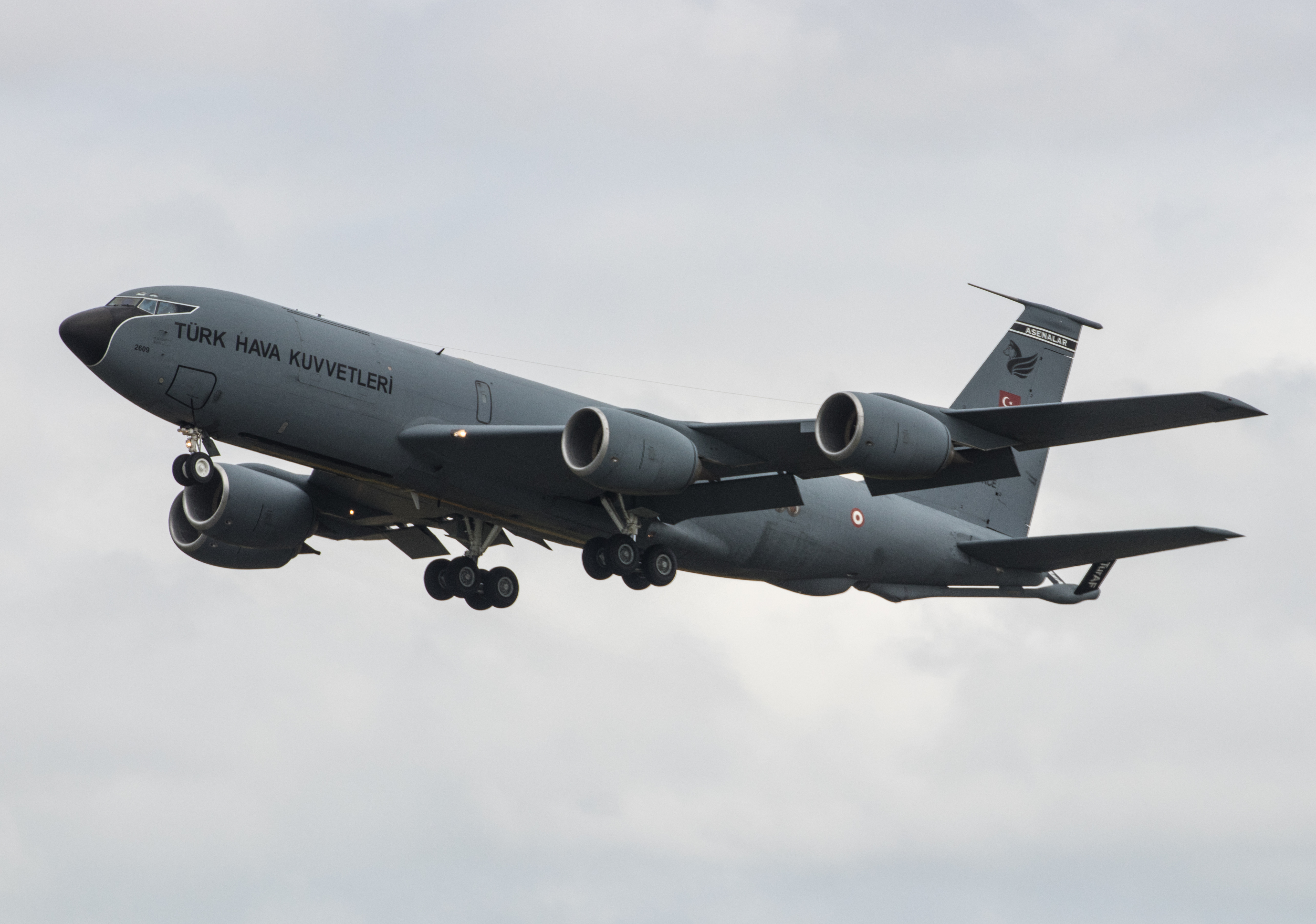
Un KC-135R en vol, de la TAF.

Vers 1980, il apparaissait clairement que le KC-135A n'était plus adapté aux besoins, surtout en raison de son niveau de bruit et de pollution. Cependant les cellules, quoique déjà trentenaires, avaient bien vieilli (il faut dire que les appareils de ce type volent environ cinq fois moins par an que les avions de ligne) et le remplacement par des avions modernes était un projet trop coûteux. Il fut alors décidé de remotoriser les appareils, utilisant des turboréacteurs modernes en lieu et place des vieux Pratt & Whitney J57. L'heureux gagnant fut une version spéciale du CFM International CFM56 franco-américain qui équipe nombre d'avions de ligne. Plus de 400 avions furent modifiés et renommés KC-135R (pour re-engined) pour les anciens « A » et KC-135T pour les anciens « Q ».
Ce chantier fut coûteux, mais l'amélioration qui en découle est considérable. Le nouveau réacteur réduit la consommation en vol de 27 %, ce qui représente d'énormes économies de kérosène. Il pollue beaucoup moins et son niveau sonore est incomparablement plus bas (environ 10 décibels de moins pour le bruit au décollage de l'avion). Surtout, il offre 30 % de poussée en plus. Cela permet un décollage beaucoup plus court, augmente la vitesse ascensionnelle et accroît la quantité de carburant que l'appareil peut emporter. Cette augmentation, combinée à la réduction de sa propre consommation, permet au KC-135R de livrer bien plus de kérosène aux appareils à ravitailler : en fait, 2 KC-135R peuvent approximativement faire le travail de 3 KC-135A. Les versions de reconnaissance et de commandement en vol ont aussi bénéficié des nouveaux moteurs. L'armée de l'air française a fait effectuer la même modification sur ses avions qui furent, en toute logique, renommés C-135FR.
Les moteurs CFM56 étant coûteux, seuls les appareils en service actif les reçurent. Pour 161 KC-135A affectés à l'Air National Guard et aux réserves, un programme moins ambitieux fut mené, avec des Pratt & Whitney JT3D (un dérivé civil du J57) d'occasion provenant de 707 commerciaux. Ils furent redésignés KC-135E et, en termes d'amélioration, se situent environ à mi-chemin entre les « A » et les « R ». En 2006, l'USAF dispose de 411 KC-135R et 133 KC-135E pour ce qui est des tankers, sans compter les versions spécialisées dans d'autres applications. Il est possible que les « E » subissent une deuxième re-motorisation qui passerait tout le parc en « R ». En 2013, son parc comprend 345 KC-135R et 54 KC-135T.
Outre ce changement de moteurs, les KC-135 ont aussi reçu une nouvelle « peau » dans un meilleur alliage, prolongeant leur durée de vie. À l'heure actuelle, ils bénéficient d'une mise à jour de leur avionique, comprenant principalement un nouveau radar et un système GPS.

## Une longue fin de carrière

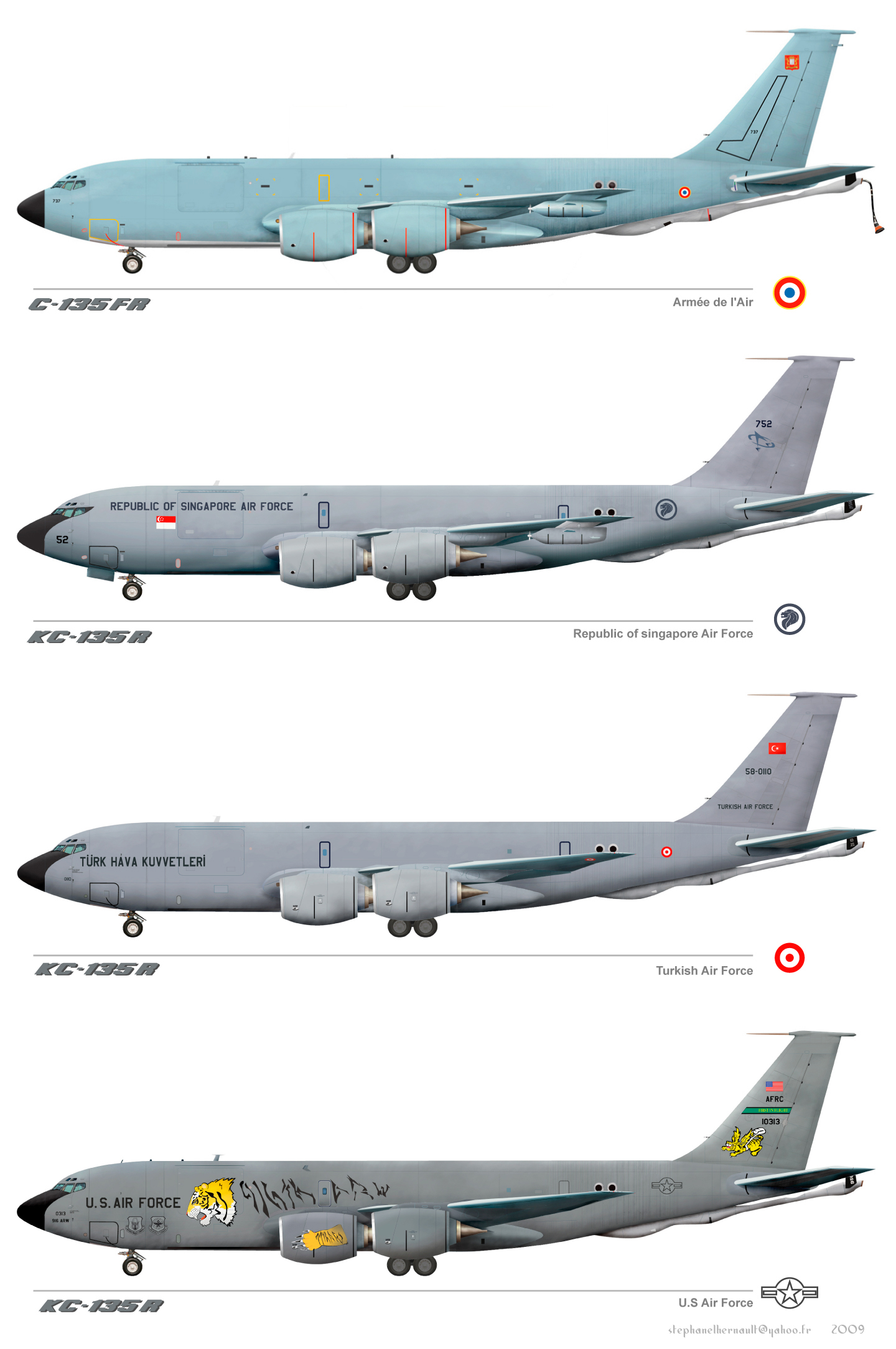
KC 135 en service

Les KC-135 devront être remplacés à terme mais ont encore de belles années devant eux. Le vieillissement semble pour l'instant contrôlé, mais quelques problèmes de corrosion sont apparus, comme sur les mâts moteur des KC-135E. Le remplacement est très problématique : la solution logique est de créer un ravitailleur dérivé d'un avion de ligne moyen porteur (il semble trop coûteux et trop long de développer un ravitailleur à partir de zéro, même si cela aurait quelques avantages), mais il est financièrement difficile d'imaginer l'achat rapide de quelque 400 avions de la classe du 767 ou de l'A330.
En 2002, un accord avec Boeing avait été signé pour la location de 100 KC-767 (version spécialisée du 767) sur 20 ans (2013-2033). L'accord a été annulé, dénoncé par le congrès pour plusieurs raisons : favoritisme (la compétition contre l'alternative Airbus avait été écourtée), conditions financières trop avantageuses pour le constructeur, et même l'idée de louer des avions. Le projet fut arrêté, puis en janvier 2007, l'USAF lança une nouvelle compétition, le programme KC-X, pour lequel sont à nouveau candidats le B767 et le A330.
Le 1er mars 2008, le département de la Défense annonce que 179 Airbus A330 MRTT, construits aux États-Unis et désignés sous le nom de KC-45 seront achetés par l'USAF mais Boeing a fait appel et un nouvel appel d'offres a été lancé. Cependant, le 24 février 2011, c'est l'avion-ravitailleur Boeing KC-46, basé sur le Boeing 767 civil qui est annoncé vainqueur de l'appel d'offres. Le contrat définitif devrait, d'après le Pentagone, atteindre les 35 milliards de dollars pour 179 appareils livrables à partir de 2018. Ce dernier a de gros problèmes de fiabilité et, en 2020, ne peuvent être utilisés en opérations de combat.

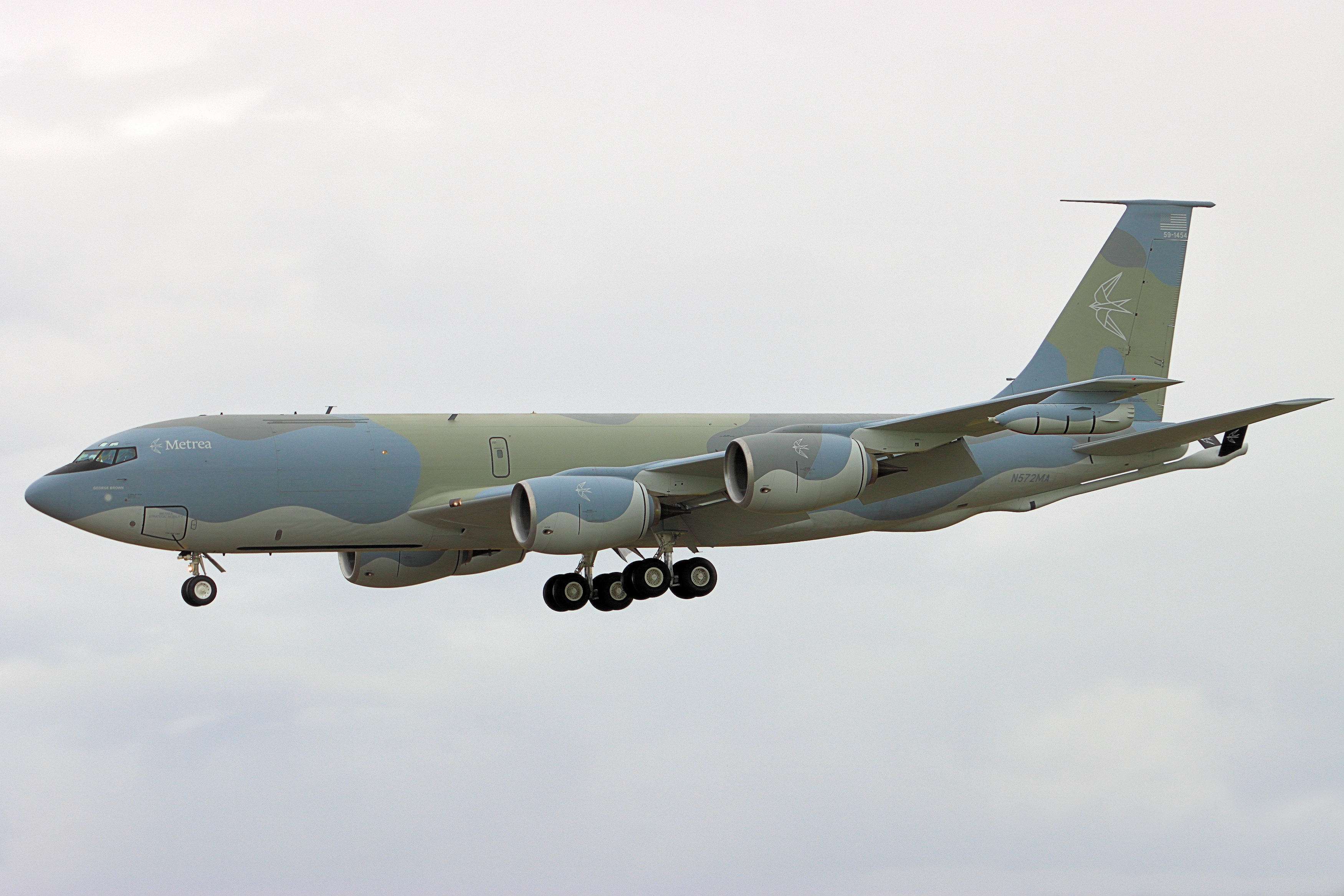
Un KC-135 ex-singapourien de Metrea en 2023.

Contrairement à des armées de l'Air plus petites, l'USAF ne peut utiliser des avions de ligne d'occasion, sauf comme solution d'appoint : il n'y en a tout simplement pas assez de disponibles pour ses besoins. Aujourd'hui, il semble que l'Air Force ne pourra remplacer que très progressivement les ravitailleurs. Elle emploie depuis juin 2023 l'entreprise Metrea disposant de KC-135 rachetés à Singapour et la France pour des ravitaillements lors d'exercices.
Les derniers KC-135 serviront probablement jusqu'en 2040, la vie de ce modèle dépassera donc 80 ans et nombre d'appareils auront volé pendant plus de 70 ans. Il fera donc partie de ces quelques appareils des années 1950 qui seront passés entre les mains de trois, voire quatre générations de pilotes, comme le B-52 ou le Hercules. Cependant, si les problèmes de corrosion venaient à s'intensifier, l'USAF pourrait se retrouver dans une situation délicate.
171 avions retirés du service, au 14 janvier 2014, sont en dépôt au 309th Aerospace Maintenance and Regeneration Group (AMARG). 262 y sont enregistrés le 16 juillet 2024.

## Opérateurs
Chili
- Force aérienne chilienne : 3 KC-135E, le premier reçu en février 2010.

 États-Unis
- United States Air Force
- NASA : 2 KC-135A utilisé comme avion à gravité réduite, un de 1973 à 1995 puis le second de 1995 jusqu'en 2004[16].
- Metrea (Meta Aerospace a sa fondation) : 4 KC-135R, ex-Singapouriens achetés le 2 octobre 2020[17] et les 11 C-135FR et 3 KC-135RG  ex-Français achetés le 17 mai 2024[18],[19].

 France
- Armée de l'air et de l'espace : 12 C-135FR reçus en 1964, un perdu en 1972, 3 KC-135R rachetés en 1997 en seconde main à l'USAF ; les 11 exemplaires en ligne ont quitté le service entre octobre 2020 et décembre 2023. La désignation KC-135RG a été adoptée en 2014 après un chantier de modernisation radio et avionique réalisé en France. Elle est propre aux avions de l’ERV 4/31 Sologne. Tous les avions ont été rachetés par Metrea[20], ils sont retirés du service le 30 juin 2025 et un effectue un vol d'adieu pour le défié aérien du14 juillet 2025[21].

 Singapour
- Force aérienne de la république de Singapour ; 4 KC-135R, ex-USAF, premier livré 10 septembre 1999[22], vendu à Meta Aerospace, devenue ensuite Metrea, le 2 octobre 2020[23].

 Turquie
- Force aérienne turque : 7 KC-135R ex-USAF reçus entre décembre 1997 et juillet 1998, avait loué 2 exemplaires à l'USAF entre juillet 1995 et décembre 1997[24].

## Incidents et accidents importants
Le 6 février 1991, lors de l'Opération Tempête du désert au cours de la guerre du Golfe, un Boeing KC-135 Stratotanker appartenant à l'US Air Force, subit de fortes turbulences de sillage émanant d'un autre avion ravitailleur. Les turbulences arrachent les deux moteurs de l'aile gauche, une partie du système hydraulique est hors-service, ce qui rend le KC-135 très difficile à contrôler. Cependant, les pilotes réussissent finalement à faire atterrir l'avion en toute sécurité à Djeddah en Arabie saoudite. 
L'accident a fait l'objet d'un épisode dans la série télévisée Air Crash nommé « Mission catastrophe » (saison 21 - épisode 7).